# Jacques Poirier (peintre et illustrateur)
Pour les articles homonymes, voir Poirier (homonymie) et Jacques Poirier (homonymie).
Jacques Poirier, né le 23 février 1928 à Paris, mort dans cette même ville le 12 avril 2002, est un peintre français et un illustrateur d’ouvrages pour la jeunesse.

## Biographie
Jacques Poirier est né d'un père éditeur et d'une mère peintre. 
En 1945, il suit les cours de l’École des beaux-arts de Paris et organise, en 1946, sa première exposition. À partir de 1950, il réalise de nombreuses illustrations pour la presse et la publicité, pour finir par se consacrer à l’illustration de livres pour la jeunesse. 
En 1981, il abandonne le monde de l’illustration pour celui de la peinture et se spécialise dans le genre du trompe-l'œil. Il fait preuve d'humour en dissimulant sa signature dans la toile ou en insérant des rébus dans ses peintures.
Jacques Poirier meurt en 2002.

## Peintures
- L'Architecte
- Artnica
- Autoportrait
- Le Cavalier seul
- Chanson d’Automne
- Les Chrysanthèmes
- Coquillages
- La Coupe est pleine
- Dietterlin
- Le Discours de la méthode
- Les Enfants de la patrie
- En hommage au mètre
- Les Ficelles
- Histoire d’H.
- Icare t'as joué
- J'ai ce qu'il te faut
- Le Jeu de l'oisif
- La Joconde
- La Mise en abîme
- Le Peintre
- Petit Hommage à ce beau sexe tant chéri
- Points de repère
- Pourquoi faire simple
- Pyramide
- Saint Sébastien
- Saturne
- Le Sculpteur
- Le Témoin
- La Tour prend garde
- Les Trois parques
- Un sou est un sou
- Ut mineur
- Vanité
- Le Vin de l'assassin
- Le Vol d'Icare

## Illustrations d'ouvrages pour la jeunesse
(liste exhaustive)

### Hachette: CollectionBibliothèque verte

#### SérieLes Trois Jeunes Détectives
- 1966 : Au rendez-vous des revenants
- 1967 : La Momie qui chuchotait
- 1967 : Le Perroquet qui bégayait
- 1968 : Le Chinois qui verdissait
- 1969, 1980 : L'Arc-en-ciel a pris la fuite
- 1970 : Le Spectre des chevaux de bois
- 1971 : Treize bustes pour Auguste
- 1972 : Les Douze Pendules de Théodule
- 1972 : Une araignée appelée à régner
- 1973 : Le Trombone du diable
- 1973 : Le Dragon qui éternuait
- 1974 : Le Chat qui clignait de l'œil
- 1975 : L'Aigle qui n'avait plus qu'une tête
- 1975 : L'Insaisissable Homme des neiges
- 1976 : Le Journal qui s'effeuillait
- 1977 : Le Serpent qui fredonnait
- 1978, 1985 : La Mine qui ne payait pas de mine
- 1978 : Le Démon qui dansait la gigue
- 1979 : L'Insaisissable Homme des neiges
- 1979 : Le Trombone du diable

#### SérieChris Cool
- 1969 : Chris Cool, agent top secret
- 1970 : Chris Cool chez les Turcs
- 1970 : Chris Cool et les Monstres
- 1972 : Chris Cool chez les Jivaros
- 1972 : Chris Cool et l’Agent double
- 1973 : Chris cool contre le dragon

#### Autres romans
- 1955, 1973  : La Flèche noire de Robert Louis Stevenson
- 1957 : Terres de silence de S. E. White
- 1959, 1967 : Maroussia de P.-J. Stahl
- 1960 : Les Carnets du Major Thompson de Pierre Daninos, no 214
- 1962 : Les Rescapés du ciel de Gerald Bowman[2], no 205
- 1962 : Le Capitan de Michel Zévaco
- 1963 : L’Étranger du port de René Guillot
- 1964 : Aux quatre coins du rire de Jean-Charles[3], no 249
- 1965 : Alice et l'Ombre chinoise de Caroline Quine, no 280
- 1968 : Jean-Claude Killy par Clare Michel, no 373
- 1968 : Le Plus Heureux des milliardaires de Cordelia Drexel Biddle et Kyle Crichton
- 1973 : Le Loup blanc de Paul Féval
- 1974 : L’Héroïne, de Michel Zevaco
- 1974 : Moby Dick de Herman Melville
- 1977 : Les Frères Kip de Jules Verne
- 1978 : Les Ronces de l'hiver de Monique Gautier
- 1976 : L'Expédition du Kon-Tiki : sur un radeau à travers le Pacifique, de Thor Heyerdahl
- 1978 : La Plus Belle Course transatlantique de Jean-Jacques Antier

### Hachette: Collection Bibliothèque de la Jeunesse
- 1957 : Terres de silence de S. E. White
- 1960 : Les Héritiers d'Avril de Pierre Véry
- 1961 : Le Capitan de Michel Zévaco

### Hachette: Collection NouvelleBibliothèque rose

#### SérieAnned'Anne Braillard
- 1957 : Anne en vacances
- 1968 : Anne à la plage

#### SérieDominodeSuzanne Pairault
- 1968 : Domino marque un but
- 1968 : Domino et le Grand Signal
- 1968 : Domino et les Quatre Éléphants

#### SérieUn petit chiendeRené Guillot
- 1965 : Le Noël d'un petit chien, no 175
- 1966 : Un petit chien au cirque, no 216
- 1967 : Un petit chien au zoo, no 249
- 1968 : Un petit chien chez les lions, no 277
- 1968 : Un petit chien et ses copains
- 1975 : Petite histoire d'un petit chien

#### SérieQuatre diablesdeChristine Élier[4]
- 1964 : Quatre diables chez oncle Phil, no 170
- 1966 : Les Quatre Diables et la Plage secrète, no 212
- 1967 : Quatre diables et le Revenant, no 262

#### Autres romans
- 1969 : Le Petit Passeur du lac de Paul-Jacques Bonzon, no 335

### Hachette: CollectionIdéal-Bibliothèque

#### SérieLes Trois Jeunes Détectivesd'Alfred Hitchcock
- 1965 : Quatre mystères, no 281
- 1966 : Au rendez-vous des revenants, no 308
- 1967 : Le Perroquet qui bégayait

#### SérieDeux Jumellesd'Enid Blyton
- 1964 : Deux Jumelles et Trois Camarades, no 268
- 1965 : Deux Jumelles en pension[5]
- 1965 : Deux Jumelles et une écuyère[5]
- 1965 : Hourrah pour les jumelles
- 1966 : Claudine et les Deux Jumelles
- 1973 : Deux Jumelles et Deux Somnambules, no 315

#### Autres romans
- 1954 : Kapitan-Pacha de Jeanne de Recqueville
- 1955 : Le Mystère du San Sebastian, d'Eilis Dillon
- 1956 : Le Petit Passeur du lac de Paul-Jacques Bonzon, no 105
- 1957 : Les Aventures de Narcisse de E. B. White, no 134
- 1957 : La Prisonnière du val secret de Richard Blackmore
- 1959 : Contre récompense de Fabio de Agostini, no 172[6]
- 1959 : L’Œuf et moi, de Betty Mac Donald
- 1959 : Le Petit Passeur du lac de Paul-Jacques Bonzon
- 1960, 1972 : Les Aventures prodigieuses de Tartarin de Tarascon, d'Alphonse Daudet, no 159
- 1963 : Jean Valjean de Victor Hugo, no 238
- 1964 : Liselotte et le secret de l'armoire de Suzanne Pairault
- 1967 : Quatre bassets pour un danois de G. B. Stern, no 319
- 1970 : Un petit chien va dans la lune de René Guillot, no 361
- 1972 : Le Chevalier de Maison-Rouge d'Alexandre Dumas
- 1972 : La Grande Nuit des Dalmatiens de Dodie Smith, no 359
- 1974 : Pêcheur d'Islande de Pierre Loti

### Hachette: Collections "Les Grands Livres Hachette" et "La Galaxie"
- 1961 : Robin des Bois de Suzanne Pairault (Grands livres Hachette)
- 1972 : Moby Dick de Herman Melville (La Galaxie)
- 1974 : Robin des Bois de [Suzanne Pairault (La Galaxie)
- 1977 : L'Île au trésor de Robert Louis Stevenson (La Galaxie)

### Hachette: autres collections
- 1957 : Anne en vacances, d'Anne Braillard, Éditions Hachette
- 1967 : Dis, pourquoi?, Encyclopédie de la Jeunesse, Collection Les beaux livres Hachette, illustrations de Philippe Daure et Jacques Poirier
- 1970 : Vive la cuisine jeune !, de Dorine et Bruno Oliver, avec les conseils de Michel Oliver, préface de Raymond Oliver
- 1978 : Contes du Berry, de Jacqueline Pelletier-Doisy, Collection Vermeille
- 1979 : Au temps de Napoléon, de Pierre Miquel, Collection La Vie privée des Hommes
- 1979 : Au temps de la grande guerre, de Pierre Miquel, Collection La vie privée des hommes

### Collection Nelson[7],[8](1910-1964)

#### SérieLe Mouron rougede labaronne Emmuska Orczy
- 1954 : Les Métamorphoses du Mourron rouge, no 441
- 1955 : Le Rire du Mouron rouge, no 443
- 1956 : Le Mouron Rouge conduit le bal, no 445
- 1956 : Le Triomphe du Mouron rouge, no 444

#### Romans d'Alexandre Dumas
- 1954 : Les Trois Mousquetaires, Tomes 1 et 2, no 049 et 050
- 1955 : Le Comte de Monte-Cristo, Tomes 1 à 6, no 180 à 185
- 1955 : Vingt ans après, Tomes 1 et 2, no 084 et 085
- 1957 : Le Vicomte de Bragelonne, Tomes 1 à 5, no 103, 104, 105, 107 et 108

#### Romans divers
- 1954 : Le Tragique Destin de Paméla, de Mary Fitt, no 442
- 1957 : Histoires extraordinaires, d'Edgar Allan Poe, no 042
- 1958 : Goupi-Mains rouges, de Pierre Véry, no 448
- 1963 : La Princesse de Clèves, de Madame de La Fayette, no 446

#### Éditions Lidis / Gründ
Romans de Jules Verne, Collection Le Grand Jules Verne Illustré
- 1960 : L'Île mystérieuse, no 1
- 1967 : Le Rayon vert - Face au drapeau
- 1972 : Le Tour du monde en quatre-vingts jours, Une fantaisie du docteur Ox, et autres nouvelles
- 1973 : Un capitaine de quinze ans
- 1976 : Les Cinq Cents Millions de la Bégum et Les Tribulations d'un Chinois en Chine

### Autres éditeurs
- 1959 : De l'Alaska à la Terre de Feu, 60 récits du Nouveau Monde (Collectif), Éditions Gründ, collection Trésor des Jeunes
- 1960 : L’Enlèvement de Noël, de William Joyce Cowen, Éditions Gautier-Languereau Doullens
- 1963 : Odette s’en va en guerre, de Fernand Poskin, Éditions Gautier-Languereau, collection Bibliothèque Bleue
- 1979 : Jane Eyre, de Charlotte Brontë, Éditions Dargaud, Collection Lecture et Loisir, no 252
- 1979 : Cendrillon, et autres contes, de Charles Perrault, Éditions Dargaud, Collection Lecture et Loisir, no 262
- 1979 : Blanche-Neige, et autres contes, des Frères Grimm Éditions Dargaud, Collection Lecture et Loisir, no 263
- 2003 : Les Heures de gloire de la Marine de Loire, Corsaire éditions, Orléans; réédition : 2005  (ISBN 9782910475109)

## Illustrations d'ouvrages pour adultes
- 1970 : 60 énigmes et mystères de tous les temps, Collectif, Éditions Gründ, sous la direction de Pierre-André, préface de Jacques Levron
- 1978 : Les Oubliés de New-York, de Ben Bova (City of Darkness, 1976), Éditions Hachette, collection Voies libres no 2
- 1996 : L’Âge d'or (sous la direction de Jacques Poirier), Dijon, EUD, Collection Figures Libres